# Carrozzeria Maggiora
Carrozzeria Maggiora SpA va ser una planta de soldadura i muntatge d'automòbils italiana instal·lat a Moncalieri, a la vora de Torí.
L'últim cotxe produït als tallers de Maggiora va ser el Fiat Barchetta. Entre les seves produccions també es poden citar el Lancia Kappa Coupé, que va ser dissenyat per Gianna Maggiora. El 2003, a conseqüència de dificultats financeres, l'empresa va cessar les seves operacions.

## Història

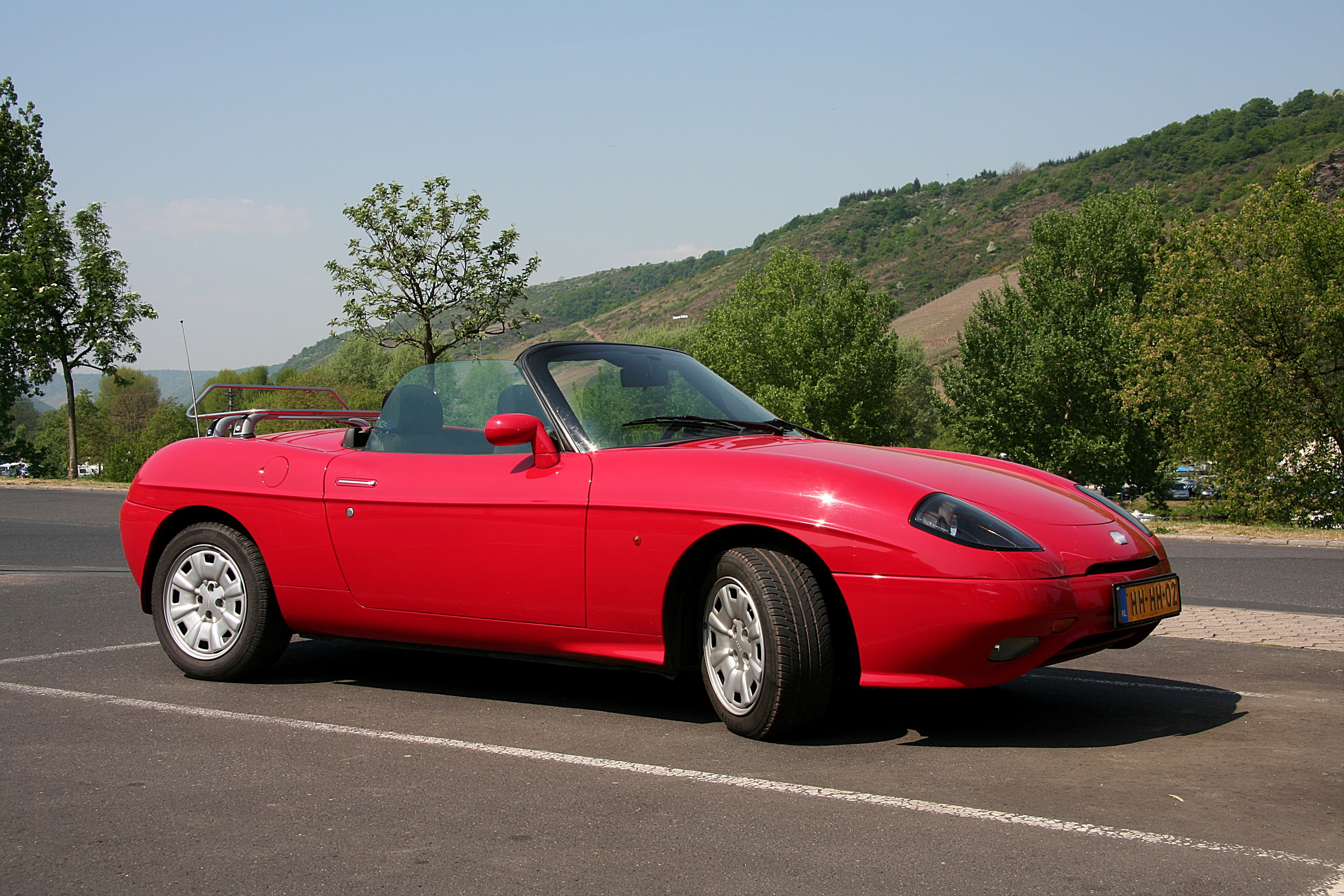
Fiat Barchetta

L'empresa Carrozzeria Maggiora es va formar el 1925 com «Martelleria Maggiora», fundada per Arturo Maggiora per a la construcció d'automòbils d'alta qualitat. Va treballar per a grans marques com Fiat i Lancia, la companyia també ha contribuït a la producció de diversos models d'Abarth i Cisitalia.
El 1951 el primer taller es va fer petit i va ser transferit a Borgo San Pietro, al territori de la comunitat de Moncalieri, on automòbils com el Glas, Glas V8, BMW GT de 1963, i els Maserati Mistral de 1965 i 1963 van ser construïts. Maggiora es va fusionar amb l'empresa «SanMarco & Lamier» per crear IRMA SpA en 1991, un dels més grans proveïdors de gamma Ducato.
Maggiora SRL a continuació, passa a ocupar l'antiga fàbrica de Lancia Chivasso, al nord-est de Torí el 1992, on es fabricaran els Lancia Delta Integrale Evoluzione, fins a octubre de 1994, la planta principal de l'antiga fàbrica també s'utilitza per produir prop de 50 exemplars per dia del Fíat Barchetta, i el Lancia Kappa Coupé.
La firma Maggiora, a més a més d'assemblar vehicles, també va fer molts estudis d'investigació en el disseny i fabricació de prototips, a més a més de comandes especials, sobre la base de models de producció com el Fiat Cinquecento, Lancia Delta Integrale, Fiat Barchetta Coupe, Fiat Punto i el prototip Lancia Thesis Coupe.